# Axel Almfelt
Lorens Axel Fredrik Almfelt, född 1781, död 1844, var en svensk arkitekt, karikatyrtecknare och grafiker.
Under en anställning vid Överintendentsämbetet ritade Almfelt bland annat ett flertal kyrkor i nyklassicistisk stil.
Almfelt ägnade sig som grafiker med framgång åt den politiska karikatyrer, varpå flera satiriska teckningar av Gustaf IV Adolf, borgarståndets talman Hans Niclas Schwan och överståthållaren Samuel af Ugglas ger goda prov. Almfelt finns representerad vid bland annat Uppsala universitetsbibliotek.
Lorens Axel Fredrik Almfelt var brorson till Lorens Peter Almfelt.

## Verk i urval
- Gullabo kyrka
- Hagby kyrka, Uppland
- Vilhelmina kyrka
- Mogata kyrka (möjligen)[5]

## Bilder

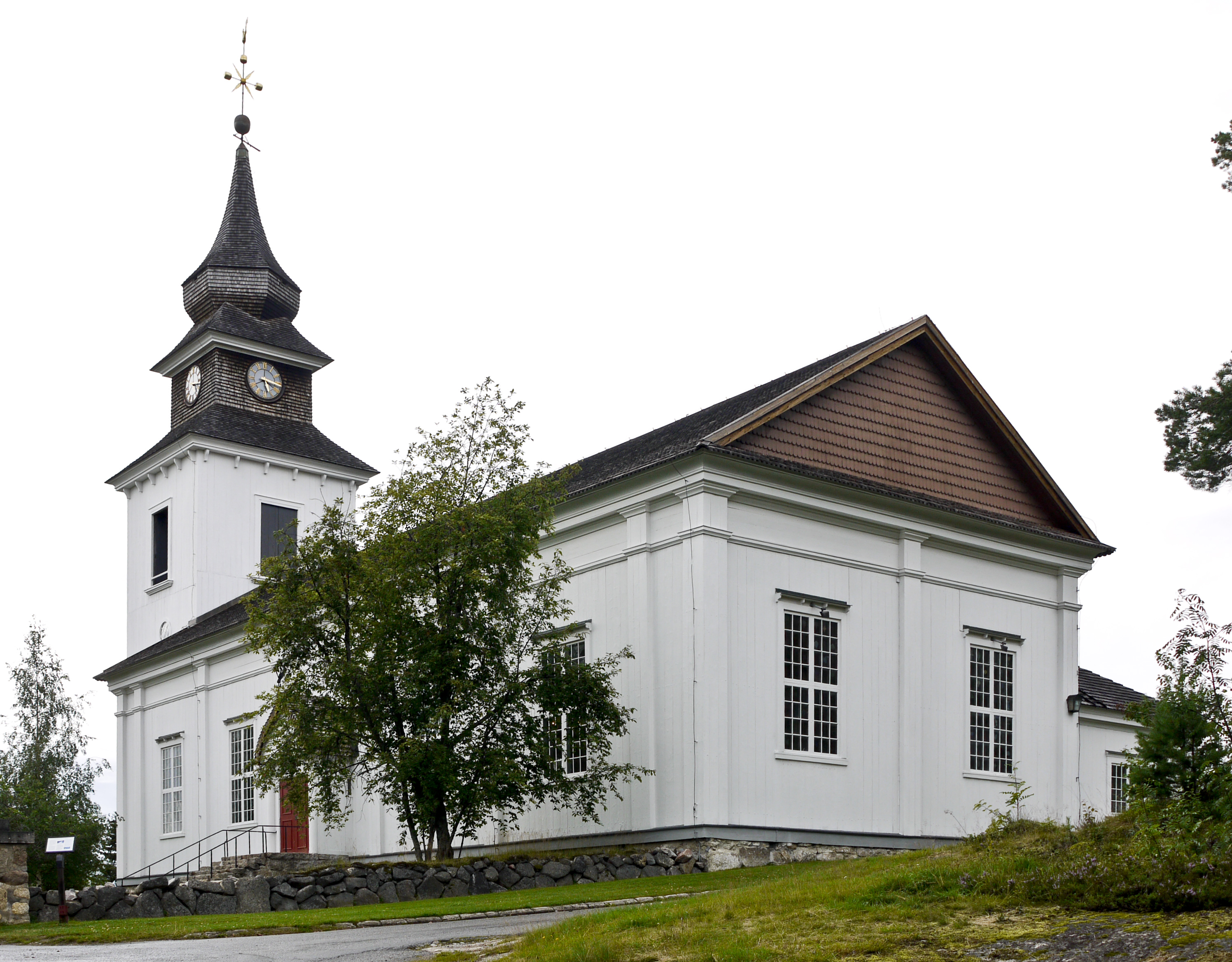
Vilhelmina kyrka
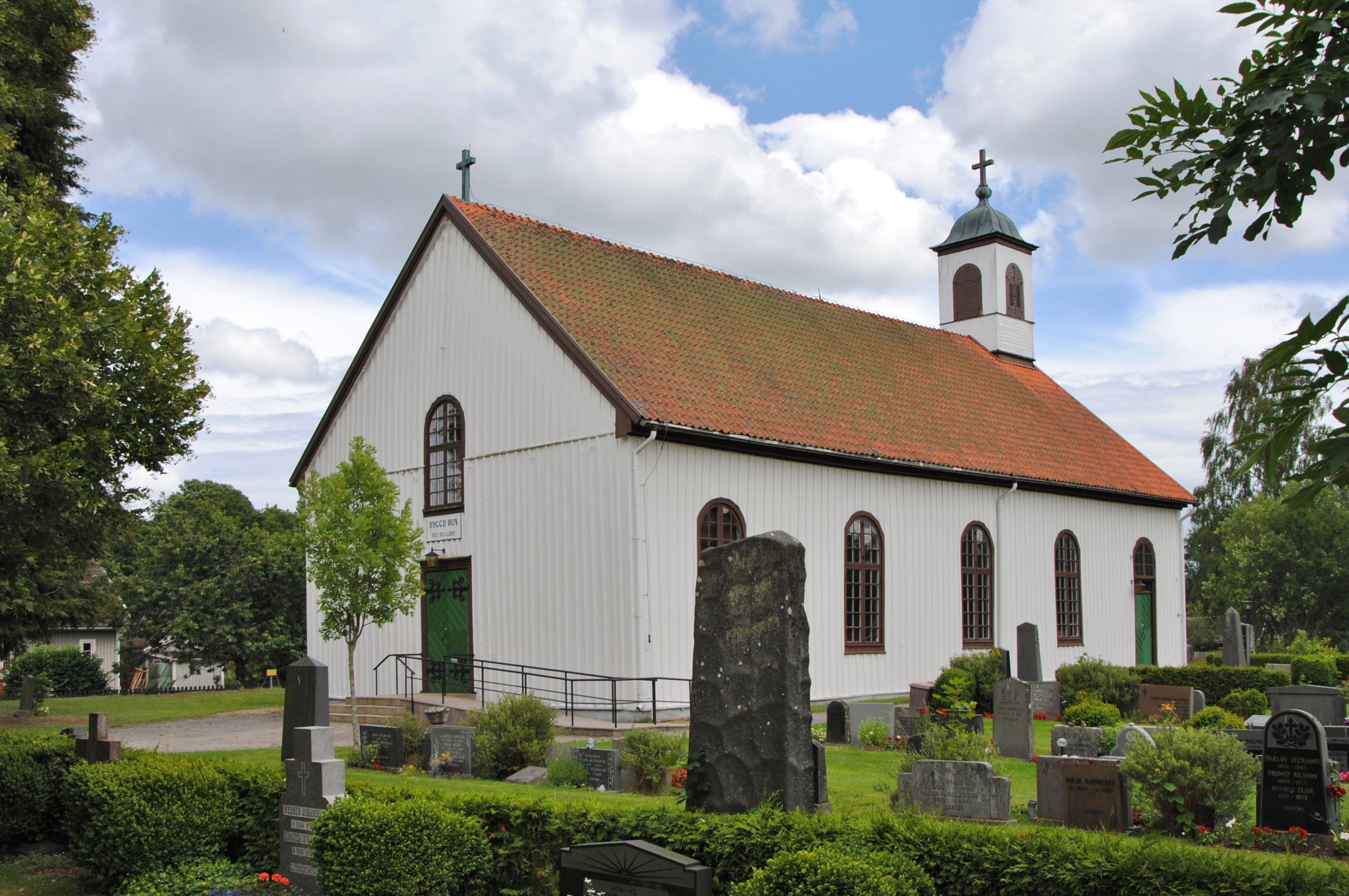
Gullabo kyrka
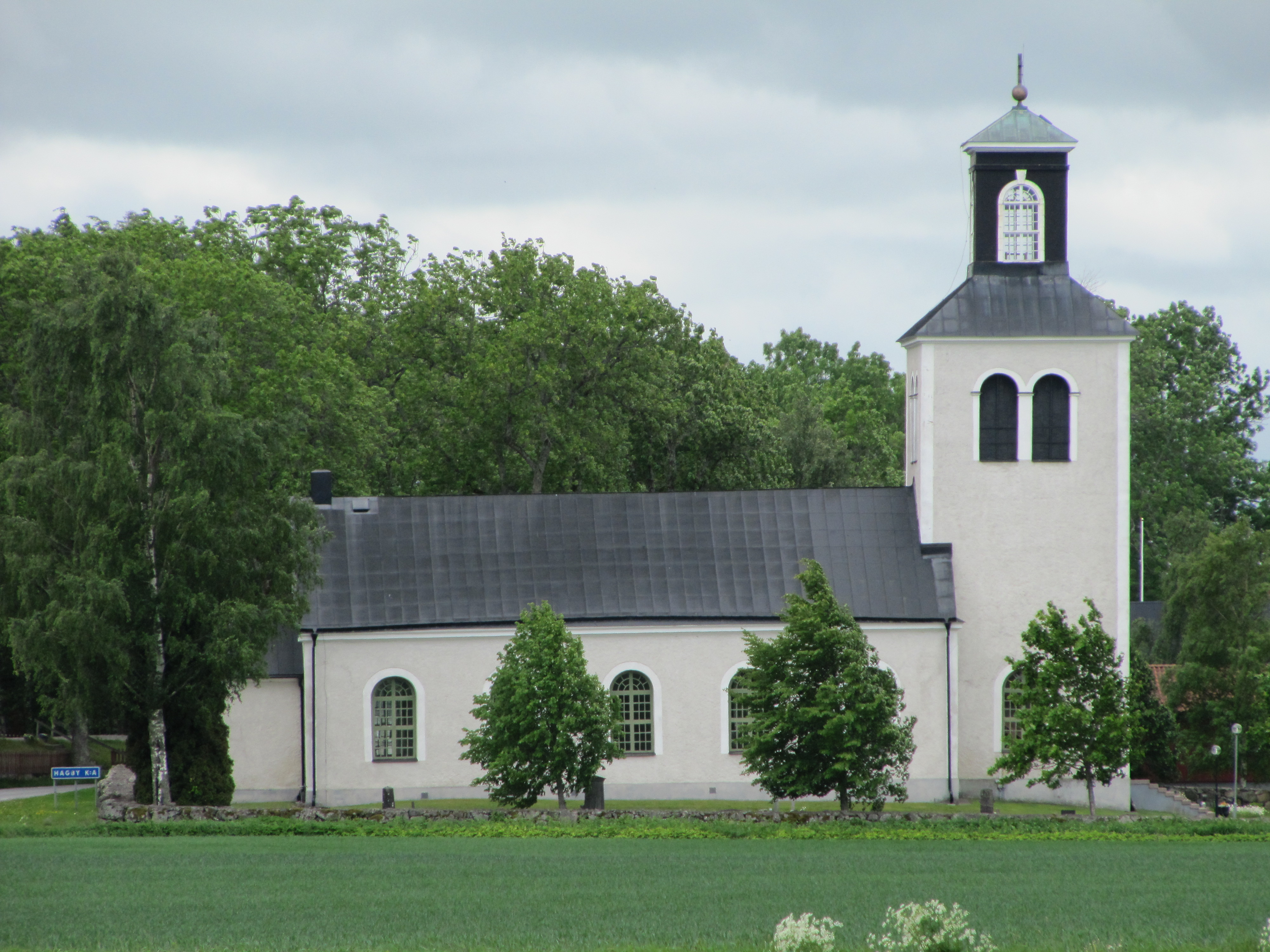
Hagby kyrka
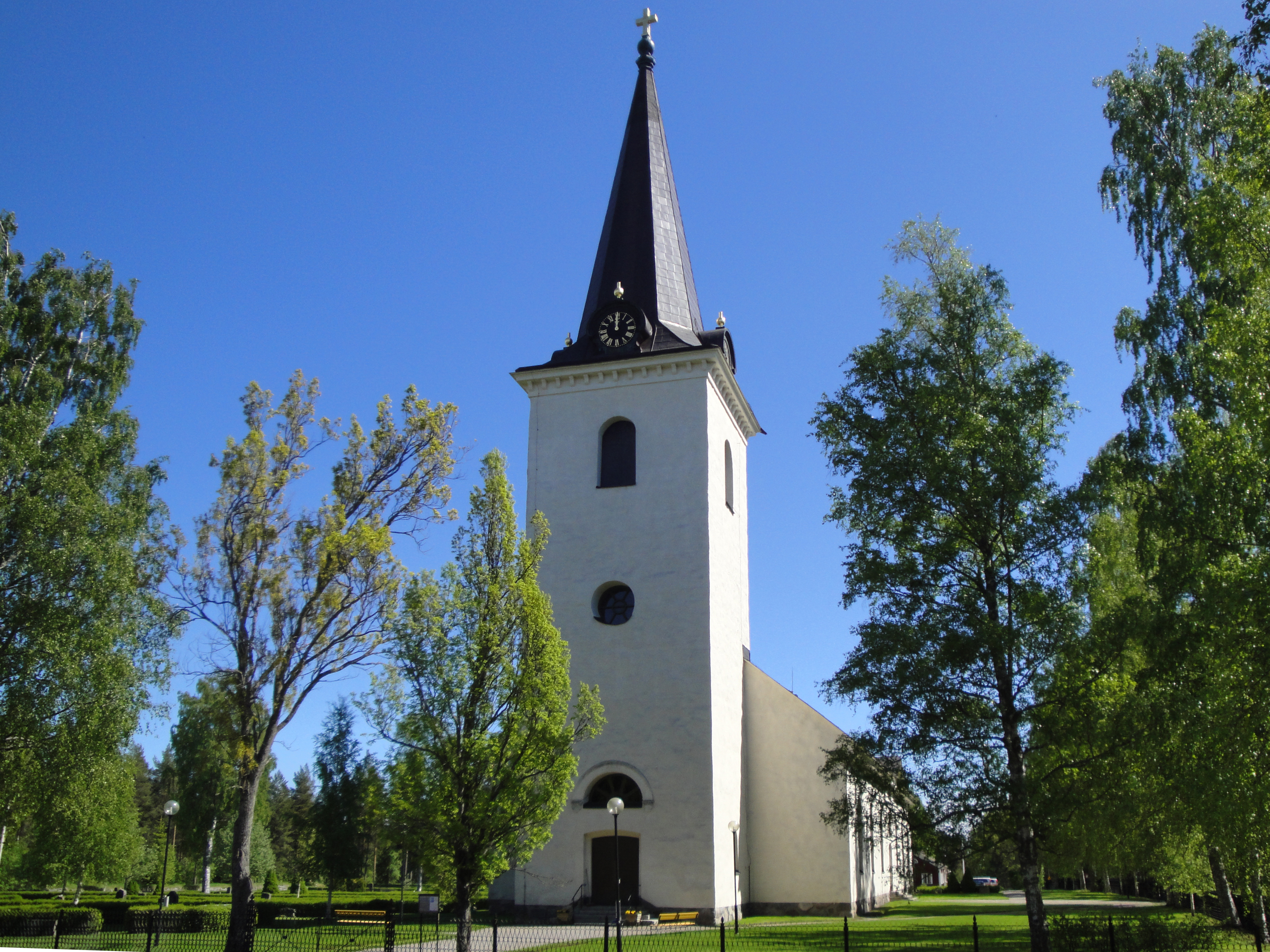
Mo kyrka
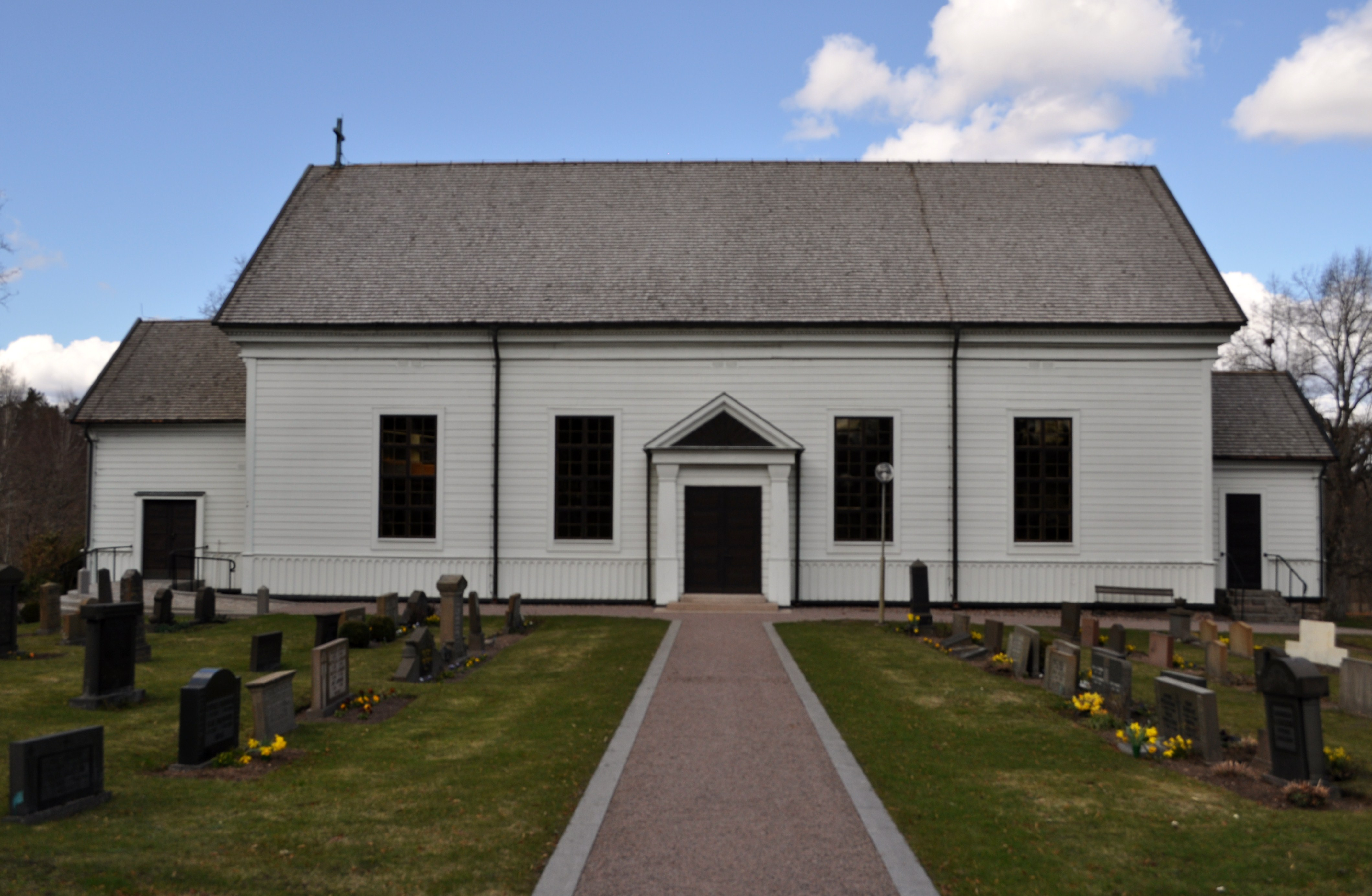
Karlslunda kyrka